# Конструктор пользовательских интерфейсов
Конструктор графического пользовательского интерфейса (также «GUI-конструктор» или «GUI-редактор») — это фреймворк с графическим пользовательским интерфейсом.

## Функции и назначение
Конструктор графического пользовательского интерфейса (GUI) представляет собой инструмент, который значительно упрощает процесс создания графического интерфейса пользователя. С его помощью разработчики могут упорядоченно размещать элементы интерфейса, используя drag-and-drop редактор с принципом WYSIWYG.
Без использования GUI-конструктора разработчикам приходится создавать графический интерфейс пользователя вручную, задавая параметры каждого элемента интерфейса в исходном коде. Визуальное отображение интерфейса возможно только после запуска программы.
GUI-конструкторы упрощают процесс создания кода, обрабатывающего события, генерируемые элементами пользовательского интерфейса. Вспомогательный код соединяет элементы интерфейса с исходящими и входящими событиями, которые запускают функцию-обработчик, обеспечивающую логику работы программы.
Некоторые GUI-конструкторы, такие как Glade, автоматически генерируют весь исходный код для элемента интерфейса. Другие, например, Interface Builder, генерируют экземпляры сериализованных объектов, которые затем загружаются программой, использующей их.

## GUI-конструкторы

### Программы для создания пользовательского интерфейса
- App Inventor
- AutoIt
- Axure RP
- C++
  - C++Builder
  - Qt Creator
- Cocoa/OpenStep
  - Interface Builder
- dBase
- Ebase Xi
- Embedded Wizard
- FLTK
  - FLUID
- GNUstep
  - Gorm
- GEM
  - Resource construction set
- GTK+
  - Glade
  - Stetic
- GTK#
  - MonoDevelop
- X Toolkit Intrinsics
  - Motif
- LucidChart
- Object Pascal
  - Delphi
  - Lazarus
- OpenWindows
- Pencil
- Qt
  - Qt Creator
  - Qt Designer
- Scaleform
- Tk
  - ActiveState Komodo (Более не содержит GUI-конструктор (начиная c апреля 2015))
- Ultimate++
- VCL (Visual Component Library)
  - Delphi
  - C++Builder
- Wavemaker
- WeeScript Automation
- Windows Presentation Foundation
  - Microsoft Expression Blend
- nuBuilder
- wxWidgets
  - wxGlade
  - wxFormBuilder
  - wxCrafter
- XForms
- Crank Storyboard Suite

### Плагины IDE
- NetBeans GUI design tool
- wxSmith для Code::Blocks

## Среды разработки
- Adobe Flash Builder
- Android Studio
- Anjuta
- AwareIM
- AutoIt3
- BBj
- C++Builder
- Clarion
- Code::Blocks
- CodeLite
- dBase
- DGLux5
- Dr.Racket with Mr. Ed
- Delphi
- Ebase Xi
- Eclipse
- Gambas
- JDeveloper
- Just BASIC/Liberty BASIC
- KDevelop
- LANSA
- Lazarus
- LabWindows/CVI
- Liberty BASIC Workshop
- Microsoft Access
- Microsoft Visual Studio
- MonoDevelop
- MSEide+MSEgui
- MyEclipse
- NetBeans
- OutSystems
- PascalABC.NET
- Philasmicos Entwickler Studio
- PureBasic
- Qt Creator
- SharpDevelop
- Softwell Maker
- WinDev
- WeeScript Automation
- wxDev-C++
- Xcode
- Xojo